# Васил Зикулов
Васил Савов Зикулов е висш офицер от Българската народна армия (звание генерал-полковник, разузнавач) и политик от Българската комунистическа партия. Той е партизанин и фронтови командир през Втората световна война.

## Биография

### Ранни години
Васил Зикулов е роден на 17 октомври 1923 г. в село Ичера, Котленско. Има брат Иван Зикулов, който лежи в затвора, а след това участва във Втората световна война. Ранен е 15 декември 1944 г. и умира на 23 януари 1945 г. Като ученик в Ямболската мъжка гимназия е активен член на РМС от 1938 г. Завършва средно образование, става член на БРП (к) през 1942 г.

### Военна дейност
Активен участник в партизанското движение по време на Втората световна война. Преминава в нелегалност през март 1942 г. Осъден е на 15 г. затвор по ЗЗД от Пловдивския военнополеви съд (задочно). Партизанин в партизанската дружина „Съби Димитров“ от юни 1942 г. и политкомисар на Партизански отряд „Смърт на фашизма“. По времето, когато е политкомисар заповядва разстрелването на партизанина Деско без знанието на другите партизани, за което е наказан от Политбюро с временна забрана да заема ръководни постове в БКП.
Участва във войната срещу Нацистка Германия като помощник-командир на 2-ри лекопехотен полк от 2-ра конна дивизия (септември 1944-януари 1945). От януари до октомври 1945 г. преминава курс във Военното училище в София. Между октомври 1945 и март 1946 е командир на рота в първи гвардейски пехотен полк. От март до август 1946 г. е командир на рота в 29-и пехотен полк в Ямбол. Между август 1946 и декември 1947 г. е командир на дружина в 11-и пехотен ямболски полк.
Завърша с отличие Военна академия „Михаил Фрунзе“ (декември 1947-декември 1950) и Академията на генералния щаб „Климент Ворошилов“ (юли 1958 – август 1960) в СССР. От декември 1950 до октомври 1952 г. е помощник-началник на отдел „Оперативна подготовка и контрол“ в Оперативното управление на Генералния щаб. Между октомври 1952 и юли 1953 г. е заместник-началник на отдела. През юли 1953 г. е назначен за началник на отдела и заместник-началник на Оперативното управление на Генералния щаб. През ноември 1954 г. става началник-щаб на ПВО на България.
Заема висши командни длъжности в БНА: началник-щаб на Противовъздушната отбрана и военновъздушните сили (ноември 1954 – юли 1958), началник-щаб на трета армия (1960 – 1962), началник-щаб на втора армия (1962), командир на Втора армия (1962 – 1967). Дългогодишен началник на Разузнавателното управление на ГЩ на БНА и едновременно заместник-началник на Генералния щаб на Българската народна армия (1967 – 1991). Васил Зикулов е вербуван като информатор с псевдоним „Иванов“ от Държавна сигурност, V управление през 1951 г. Снет е от оперативен отчет през 1954 г.

### Политическа дейност
Член е на Окръжния комитет на БКП в Сливен и член на Бюрото на Окръжния комитет на БКП в Пловдив. От 25 април 1971 г. е кандидат-член на ЦК на БКП, а от 4 април 1981 до 2 февруари 1990 г. – член на ЦК на БКП.
Народен представител (1966 – 1990). Член на комисия в VI народно събрание.

### Късни години
След пенсионирането си ген. Зикулов издава книги, свързани с неговата кариера – военното разузнаване и политическа левица в родината му. Критикува публично (включително чрез публицистика) политиката на управляващите партии за разкриване на досиетата на военните разузнавачи и техните сътрудници, заявявайки
- „Законът беше приет не при съпротивата или при изразени резерви от страна на БСП, а при нейното активно участие и поддръжка.“

и по-нататък:
- „... ясно разграничавам БНА и военното разузнаване от МВР и ДС... БНА беше инструмент не за защита на властта, а на териториалната цялост на България и на нейния суверенитет.“[10]

Напуска Българската социалистическа партия поради нейната активна подкрепа за приемане на т.нар. Закон за досиетата.
Генерал Зикулов умира в София на 1 февруари 2015 г.

## Военни звания
- капитан – 28 декември 1944 (РЗ-203/28.12.1944)
- майор – 9 септември 1947 (ПрЗ-78/9.09.1947)
- подполковник – 14 декември 1950 (УК-1728/14.12.1950; МЗ-14.12.1950)
- полковник – 21 юли 1951 (УК-1248/21.07.1951; МЗ-21.07.1951)
- генерал-майор – 22 септември 1961 (УК-378/22.09.1961; МЗ-572/22.09.1961)
- генерал-лейтенант – 7 май 1965 (УК-333/7.05.1965; МЗ-185/8.05.1965)
- генерал-полковник – 1981

## Публицистика
Книги
- „Военното разузнаване на България и студената война“, С., 2005 г. (преиздадена)
- „Истината за кризата в българската левица и нейните корени“, С., 2011 г.

Статии
- „Имам въпроси. Чакам отговорите!“ – duma.bg, 12 януари 2007
- „Нямам право да мълча. България се нуждае от силна лява партия. Накъде отива БСП?“ Архив на оригинала от 2016-09-19 в Wayback Machine. – „Нова зора“, бр. 42, 18 ноември 2008
- „БСП отново на кръстопът“ Архив на оригинала от 2016-09-19 в Wayback Machine. – „Нова зора“, бр. 29, 28 юли 2009
- „Горд съм, че бях военен разузнавач“ – pan.bg (от duma.bg), 17 октомври 2013

Интервюта
- Никога не сме вербували българи. Военното разузнаване не се интересуваше кой разказва вицове за Тодор Живков – в. „Преса“, бр. 286 (637), 20 октомври 2013

## Награди
Носител е на многобройни военни и държавни отличия. Награден е с орден „За храброст“ IV степен за участието му във Втората световна война. Удостоен с почетното звание „Герой на социалистическия труд“, орден „Георги Димитров“, „Народна република България“ – I ст., два „Народна република България“ – II ст., „Народна свобода 1941 – 1944 г.“, „9 септември 1944 г.“ – I ст. с мечове и други.